# 内田国夫
内田 国夫（うちだ くにお、1951年1月1日 - ）は、高知県出身の元騎手・調教助手。
戸籍上の表記は國夫である。

## 経歴
1969年3月に騎手免許を取得し、栗東・柴田不二男厩舎からデビュー。同期には楠孝志・須貝四郎・田村正光・上野（伊藤）清章・中島敏文・西浦勝一がいる。
初騎乗は同1日の中京第3競走4歳未勝利・フクノハナ（10頭中10着）、初勝利は6月22日の京都第6競走5歳以上200万下・ケンランであった。1年目は3勝に終わったが、2年目の1970年には12勝を記録。1972年に自己最多の22勝（平地10勝, 障害12勝）を挙げると、1973年には障害だけで7勝をマークし、阪神障害ステークス（春）・ホウシュウアンダーで重賞初制覇。1974年に伊藤雄二厩舎へ移籍し、1976年には4年ぶりの2桁となる10勝をマークしたほか、大井→紀三井寺→愛知から中央に転入した九州産馬・ゴールドイーグルの主戦騎手となり、マイラーズカップでシルバーランドの2着に逃げ粘る。
1977年からは平地での騎乗に専念し、毎日杯で12頭中10番人気のハードバージを勝たせる。福永洋一の伝説的騎乗として語られる皐月賞への最終切符を与えたが、東京優駿では武邦彦に乗り替わり、これ以降内田がレースで騎乗することはなかった。毎日杯から1週間後のサンケイ大阪杯ではゴールドイーグルに騎乗し、エリモジョージ・ホクトボーイを下して中央重賞初制覇に導く。内田も2週連続重賞勝利を記録し、4月には同馬を前年2着のマイラーズカップ制覇に導き、第75回天皇賞ではテンポイント・グリーングラスに次ぐ3番人気に支持される。本馬場入場では杉本清（当時・関西テレビアナウンサー）に「南関東の皆さん、ハイセイコーの同級生、あのゴールドイーグルです。宮崎産馬、天皇賞への悲願をついに果たしました。父カブトシローが、マーチスが、宮崎から声援を送っていることでしょう。」と紹介され、レースでもスタートから先頭に立って逃げたが、徐々に後退して最下位の14着に終わった。
1978年7月22日の函館第2競走4歳未勝利・カーペンタリアで99勝目を挙げて通算100勝に王手をかけると、同日の第6競走恵山特別でブービー人気のカグラキングに騎乗し、単勝1.5倍の1番人気に推されていた加賀武見騎乗のゴールドフィンガーを敗って達成。1979年から1987年にかけて9年連続で2桁勝利を挙げ、この間の1980年にサニーシプレーで阪神3歳ステークスを制し、新馬戦・デイリー杯3歳Sからの3連勝でGI級レース初制覇を達成した。
1984年からはフリーとなり、1985年には9月8日の阪神第10競走長月特別・リワードウイングで200勝を達成し、同馬でエリザベス女王杯に騎乗。桜花賞馬エルプス、オークス馬ノアノハコブネ、1番人気アサクサスケールを抑えてGI2勝目を挙げる。後方追走から直線で大外から一気に差し切ってのもので、勝ち時計の2分26秒8は当時のレースレコードであった。内国産種牡馬冷遇の中で父グリーングラスの名を高めたほか、鶴留明雄厩舎が開業8年目で初のGI制覇となった。
騎乗はなるべくムチを使わない主義で、追って差した時の実力を評価する関係者も少なからずおり、有力馬の代打騎乗もしばしば見られた。1988年は4勝と勝ち星を減らすが、1989年は9勝、1990年には3年ぶりの2桁となる12勝をマーク。同年の愛知杯をホワイトアローで制すが、これが最後の重賞制覇となった。1992年には10勝を挙げるが、マイルチャンピオンシップ・ホリノウイナーを最後に重賞競走での騎乗がなくなる。
1993年に最後の2桁となる11勝をマークし、1995年4月2日の京都第2競走4歳未勝利をイスズソブリンで勝利して300勝まであと4勝としたが、これが最後の勝利となった。9月30日の京都第8競走4歳以上500万下・オギハヤテ（11頭中4着）を最後に現役を引退。
引退後は高橋隆厩舎の調教助手に転身し、後に小原伊佐美厩舎、柴田政見厩舎へと移っている。

## 騎手通算成績
| 通算成績 | 1着 | 2着 | 3着 | 4着以下 | 騎乗回数 | 勝率 | 連対率 |
| -------- | --- | --- | --- | ------- | -------- | ---- | ------ |
| 平地     | 270 | 340 | 319 | 2555    | 3484     | .077 | .175   |
| 障害     | 26  | 33  | 26  | 136     | 221      | .118 | .267   |
| 計       | 296 | 373 | 345 | 2691    | 3705     | .080 | .181   |

### 主な騎乗馬
※太字はGIレース。
- ホウシュウアンダー（1973年阪神障害ステークス（春））
- ハードバージ（1977年毎日杯）
- ゴールドイーグル（1977年サンケイ大阪杯・マイラーズカップ）
- サニーシプレー（1980年デイリー杯3歳ステークス・阪神3歳ステークス）
- リワードウイング（1985年エリザベス女王杯）
- ロングクイック（1985年愛知杯）
- ホワイトアロー（1990年愛知杯）

その他
- ウラカワチェリー
- オースミシャダイ
- トウショウペガサス